# Steve Sheppard
Steven Bernard "Steve" Sheppard (Nueva York, Nueva York, 21 de marzo de 1954) es un exjugador de baloncesto estadounidense que jugó dos temporadas en la NBA, y una más en la liga italiana. Con 1,98 metros de estatura, lo hacía en la posición de alero.

## Trayectoria deportiva

### Universidad
Jugó durante tres temporadas con los Terrapins de la Universidad de Maryland, en las que promedió 16,0 puntos, 7,7 rebotes y 1,3 asistencias por partido. En 1976 fue incluido en el segundo mejor quinteto del Torneo de la Atlantic Coast Conference.

### Selección nacional
Sheppard fue convocado con la selección de Estados Unidos que compitió en los Juegos Olímpicos de Montreal 1976, en los que ganaron la medalla de oro. Fue uno de los jugadores menos utilizados por Dean Smith, teniendo su mejor actuación en el torneo en la final ante Yugoslavia, consiguiendo 5 puntos y 1 rebote.

### Profesional
Fue elegido en la trigésima posición del Draft de la NBA de 1977 por Chicago Bulls, donde en su primera temporada promedió 4,3 puntos y 2,0 rebotes por partido. Al año siguiente, después de transcurrida media temporada, fue despedido, firmando como agente libre por Detroit Pistons un contrato de diez días, que vio renovado hasta final de temporada. Allí disputó 20 partidos, en los que promedió 1,6 puntos y 1,0 rebotes.
Tras no renovar con los Pistons, se marchó a jugar al Eldorado Roma de la liga italiana, donde en su única temporada promedió 25,6 puntos y 7,6 rebotes por partido.

## Estadísticas de su carrera en la NBA

### Temporada regular
| Temporada | Edad | Equipo          | Liga | P   | TIT | MIN  | TC  | TCA | %TC  | 3P | 3PA | %3P | TL  | TLA | %TL  | R.OF. | R.DEF. | REB | ASIS | ROB | TAP | PER | FP  | PTS |
| 1977-78   | 23   | Chicago Bulls   | NBA  | 64  |     | 10.9 | 1.9 | 4.1 | .454 |    |     |     | 0.6 | 0.9 | .661 | 1.0   | 1.0    | 2.0 | 0.7  | 0.2 | 0.0 | 0.7 | 1.1 | 4.3 |
| 1978-79   | 24   | TOTAL           | NBA  | 42  |     | 6.6  | 0.9 | 1.8 | .474 |    |     |     | 0.5 | 0.8 | .588 | 0.6   | 0.5    | 1.1 | 0.5  | 0.2 | 0.0 | 0.6 | 0.6 | 2.2 |
| 1978-79   | 24   | Chicago Bulls   | NBA  | 22  |     | 9.2  | 1.1 | 2.3 | .471 |    |     |     | 0.5 | 0.9 | .632 | 0.7   | 0.5    | 1.3 | 0.7  | 0.2 | 0.0 | 1.0 | 0.7 | 2.7 |
| 1978-79   | 24   | Detroit Pistons | NBA  | 20  |     | 3.8  | 0.6 | 1.3 | .480 |    |     |     | 0.4 | 0.8 | .533 | 0.5   | 0.5    | 1.0 | 0.2  | 0.2 | 0.1 | 0.2 | 0.5 | 1.6 |
| Total     |      |                 | NBA  | 106 |     | 9.2  | 1.5 | 3.2 | .459 |    |     |     | 0.5 | 0.8 | .633 | 0.9   | 0.8    | 1.7 | 0.6  | 0.2 | 0.0 | 0.7 | 0.9 | 3.5 |